# Ṓ̱
Ṓ̱ (minuscule : ṓ̱), appelé O macron accent aigu macron souscrit, est une lettre latine utilisée dans l’écriture du kiowa.
Il s’agit de la lettre O diacritée d’un macron, d’un accent aigu et d’un macron souscrit.

## Représentations informatiques
Le O macron accent aigu macron souscrit peut être représenté avec les caractères Unicode suivants : 
- composé et normalisé NFC (latin étendu additionnel, diacritiques) :

| formes    | représentations | chaînes de caractères | points de code | descriptions                                                             |
| --------- | --------------- | --------------------- | -------------- | ------------------------------------------------------------------------ |
| capitale  | Ṓ̱               | Ṓ◌̱                    | U+1E52 U+0331  | lettre majuscule latine o macron accent aigu diacritique macron souscrit |
| minuscule | ṓ̱               | ṓ◌̱                    | U+1E53 U+0331  | lettre minuscule latine o macron accent aigu diacritique macron souscrit |

- décomposé et normalisé NFD (latin de base, diacritiques) :

| formes    | représentations | chaînes de caractères | points de code              | descriptions                                                                                     |
| --------- | --------------- | --------------------- | --------------------------- | ------------------------------------------------------------------------------------------------ |
| capitale  | Ṓ̱               | O◌̱◌̄◌́                  | U+004F U+0331 U+0304 U+0301 | lettre majuscule latine o diacritique macron souscrit diacritique macron diacritique accent aigu |
| minuscule | ṓ̱               | o◌̱◌̄◌́                  | U+006F U+0331 U+0304 U+0301 | lettre minuscule latine o diacritique macron souscrit diacritique macron diacritique accent aigu |